# Fuero de los Españoles
El Fuero de los españoles (1945) fou una de les vuit Lleis Fonamentals del franquisme, i en ella s'establien els drets, llibertats i deures dels espanyols. La llei fou aprovada el 17 de juliol de 1945, modificada per la Ley Orgánica del Estado de 10 de gener de 1967 i refosa pel Decret 779/1967, de 20 d'abril de 1967.
Aquest text normatiu on s'enuncien les llibertats i els drets dels espanyols, i s'indiquen uns deures, és més un recurs retòric d'un règim autoritari que una norma protectora dels drets, ja que és l'Estat, controlat pel cap d'Estat i per un partit únic al seu servei, qui ha de vetllar pel compliment de la llei.